# Deva (futebolista)
Delvanita Santos Souza (16 de abril de 1981), mais conhecida como Deva, é uma jogadora de futebol brasileira.

## Biografia e carreira
Delvanita começou a jogar aos catorze anos. Em 1995, ela passou em um teste para atuar na categoria de base do Corinthians, iniciando assim sua carreira profissional.
Com 16 anos foi convocada, pela primeira vez, para compor a Seleção Brasileira, da qual fez parte por dez anos, deixando a equipe em 2007. Ela integrou equipe do Brasil que competiu na Copa do Mundo de Futebol Feminino de 1999, terminando com a terceira colocação.
Uma lesão no tendão calcâneo levou ela a se afastar temporariamente do futebol. Voltou a jogar em 2009, após uma cirurgia.
Após encerrar a carreira esportiva, Delvanita fez duas faculdade, Educação Física e Enfermagem. Em 2015, durante o processo de conclusão de uma pós-graduação em Emergência e UTI, ela voltou a jogar, atuando pela Portuguesa, conciliando a enfermagem e o futebol.
Ela tem passagem por diversos clubes, bem como Palmeiras, Portuguesa, Corinthians, Flamengo e São Caetano.